# Quatuors dédiés à Haydn

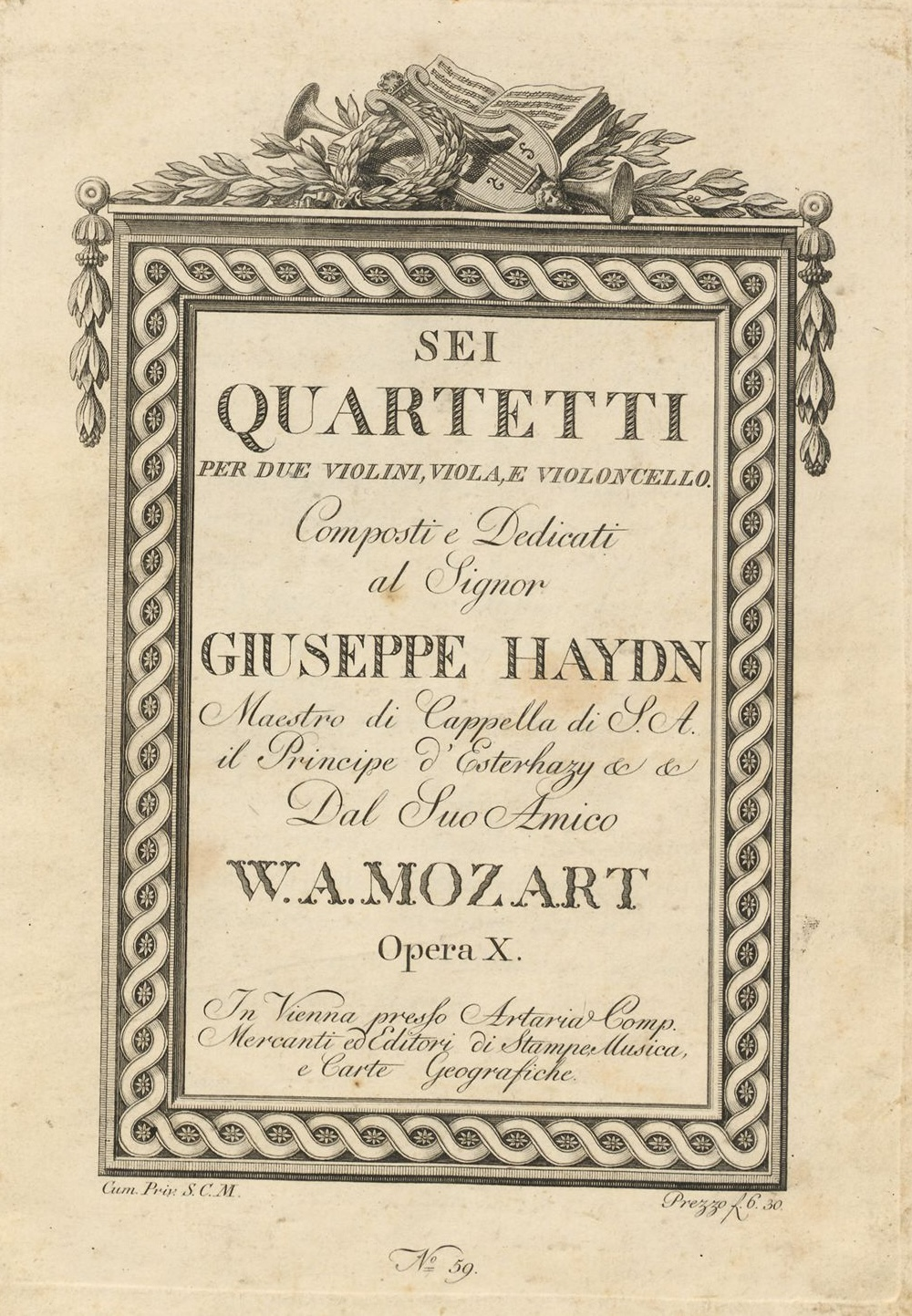
Couverture de l'édition originale Artaria en 1785 des six quatuors.

Les Quatuors dédiés à Haydn opus 10 sont un cycle de quatuors à cordes de Wolfgang Amadeus Mozart.
Il s'agit du troisième cycle, après les milanais et les viennois et avant les prussiens.
Cet ensemble comporte six quatuors (du quatorzième au dix-neuvième), écrits entre 1782 et 1785 à Vienne, soit neuf ans après la création du précédent cycle. Il ne s'agit donc plus d'œuvres de jeunesse et leur écriture est beaucoup plus aboutie. Leur genèse en a été particulièrement longue, surtout pour les trois premiers, durant près de 3 ans. Les trois derniers quatuors ont, par contre, été achevés en à peine deux mois.
Mozart rencontre Joseph Haydn, son aîné de près de 24 ans, au cours de son séjour viennois de 1781.
Ils ont été inspirés par l'interprétation des Six quatuors op. 33 de Haydn. Ils étaient joués par ce dernier et Dittersdorf aux violons, Mozart à l'alto et Vanhal au violoncelle. La dédicace en est toute respectueuse, d'autant plus qu'elle était « gratuite », Mozart ayant pour habitude de dédier ses œuvres à des commanditaires.
Les six quatuors ont été joués devant Haydn le 15 janvier 1785 et le 12 février 1785, les musiciens étant Mozart lui-même, son père, Carl Ditters von Dittersdorf et Jean-Baptiste Vanhal. Haydn apprécia beaucoup les œuvres jouées, et ses quatuors postérieurs en démontrent l'influence.
Ils sont de complexité croissante, avec un équilibre d'écriture entre les 4 voix ; lors de l'écriture de ses premiers quatuors, Mozart composait dans un premier temps la partie du premier violon, puis la basse, et enfin les voix intermédiaires qui complétaient secondairement les deux autres voix.
Avec l'opus 33 de Haydn, ces quatuors de Mozart représentent une étape importante pour cette forme musicale avec la naissance d'un dialogue équilibré entre chaque instrument.

## Quatuorno14KV.387 ensol majeurop.10no1«Le printemps»
Il a été écrit à Vienne en 1782 (achevé le 31 décembre) et publié en 1785.
Il est composé de quatre mouvements et son exécution demande environ un peu moins d'une demi-heure.
- Allegro vivace assai
- Menuetto : Allegro
- Andante cantabile
- Molto allegro

Extrait du premier mouvement du quatuor op. 10 no 1 : Allegro vivace :
Le dernier mouvement conclut avec une fugue basée sur un thème de quatre rondes, comme cela est le cas de sa Symphonie no 41.

## Quatuorno15KV.421(417b) enré mineurop. 10no2
Il a été écrit à Vienne en 1783 (achevé le 17 juin) et publié en 1785. Il est contemporain de la naissance du premier fils de Mozart.
Son final reprend en variations le thème du dernier mouvement du quatuor op. 33 no 5 de Haydn.
Il est composé de quatre mouvements et son exécution demande environ un peu moins d'une demi-heure.
- Allegro
- Andante
- Menuetto allegretto
- Allegretto ma non troppo

Extrait du premier mouvement du quatuor op. 10 no 2 : Allegro :

## Quatuorno16KV.428 en mi bémol majeur op. 10no3
Il a été écrit à Vienne entre 1783 et 1784 (la partition n'est pas datée, contrairement aux autres quatuors) et publié en 1785.
Il est composé de quatre mouvements et son exécution demande environ un peu moins d'une demi-heure.
- Allegro non troppo
- Andante con moto
- Menuet : allegro et trio
- Allegro vivace

Extrait du premier mouvement du quatuor op. 10 no 4 : Allegro non troppo :

## Quatuorno17KV.458 ensi bémol majeurop. 10no4«La chasse»
Son titre vient du thème de son premier mouvement. Il est postérieur d'un an au précédent mais Mozart a souhaité le numéroter comme troisième, probablement pour des raisons de gradation, celui-ci, plus léger, faisant suite au no 2 plus dramatique.
Il a été écrit à Vienne en 1784 (achevé le 9 novembre) et publié en 1785.
Il est composé de quatre mouvements et son exécution demande un peu moins d'une demi-heure.
- Allegro vivace assai
- Menuet : moderato et trio
- Adagio
- Allegro assai

Extrait du premier mouvement du quatuor op. 10 no 3 : Allegro vivace assai :

## Quatuorno18KV.464 enla majeurop.10no5
Il a été écrit à Vienne en 1785 (achevé le 10 janvier) et publié en 1785. Il s'agit de la première œuvre mozartienne écrite après son affiliation à la franc-maçonnerie le 14 décembre 1784.
Il est composé de quatre mouvements et son exécution demande un peu plus d'une demi-heure.
- Allegro
- Menuet
- Andante
- Allegro

Extrait du premier mouvement du quatuor op. 10 no 5 (allegro) :

## Quatuorno19KV.465 endo majeurop. 10no6«Les dissonances»
Il a été écrit à Vienne en 1785 (achevé le 14 janvier) et publié en 1785.
Son premier mouvement comporte une introduction lente, seul exemple dans les quatuors de Mozart, et qui a donné son titre à l'œuvre.
Il est composé de quatre mouvements et son exécution demande environ une demi-heure.
- Allegro
- Andante cantabile
- Menuet (allegretto)
- Allegro

Extrait du premier mouvement du quatuor op. 10 no 6 : Introduction au premier mouvement (adagio) :
Extrait du premier mouvement du quatuor op. 10 no 6 : Premier thème (allegro) :